# 寇準

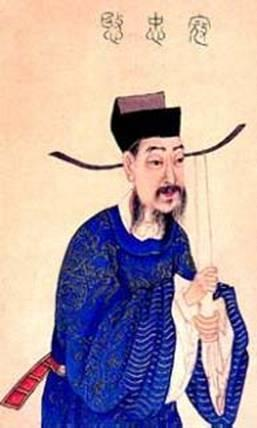
寇準

寇 準（こう じゅん、建隆2年（961年）- 天聖元年閏9月7日（1023年10月24日））は、北宋の大臣。字は平仲。諡は忠愍。莱公と敬称される。華州下邽県（現在の陝西省渭南市臨渭区）の人。

## 生涯
性格は剛直で知られ、『宋名臣言行録』には「寇準上殿、百僚股栗」（寇準が御殿に登ると部下たちはふるえあがる）という話が出ているほどである。
太平興国5年（980年）、進士に及第。同年の進士に王旦・向敏中・蘇易簡・張詠・晁迥・謝泌・馬亮など北宋初期の名臣と称される者が多い。
淳化5年（994年）には参知政事となり、真宗の即位後は工部、刑部、兵部で職を歴任する。景徳元年（1004年）には同中書門下平章事（宰相）の職に就く。
同年冬、契丹が聖宗・承天太后の親征により軍を南下させ河北の瀛洲などを包囲し、北宋の朝廷は狼狽し王欽若らが南遷を主張する中、寇準は真宗の親征を主張し、親征が実現。澶州で戦線は膠着状態になり澶淵の盟が結ばれる。
景徳2年（1005年）に中書侍朗と工部尚書を兼任する。景徳3年（1006年）に王欽若の讒言により罷免される。
天禧元年（1017年）に宰相に復職するも、天禧4年（1020年）、丁謂・銭惟演らの讒言により宰相を追われ、雷州司戸参軍に左遷。任地で63歳で没した。1034年に名誉回復された。『宋史』列伝40に伝がある。嗣子はいなかったようである。
小説『楊家将演義』では、楊一族を助けて奸臣潘仁美を獄に下す忠臣として描かれている。